# Ernassa justina
Ernassa justina är en fjärilsart som beskrevs av Stoll 1782. Ernassa justina ingår i släktet Ernassa och familjen björnspinnare. Inga underarter finns listade i Catalogue of Life.

## Bildgalleri

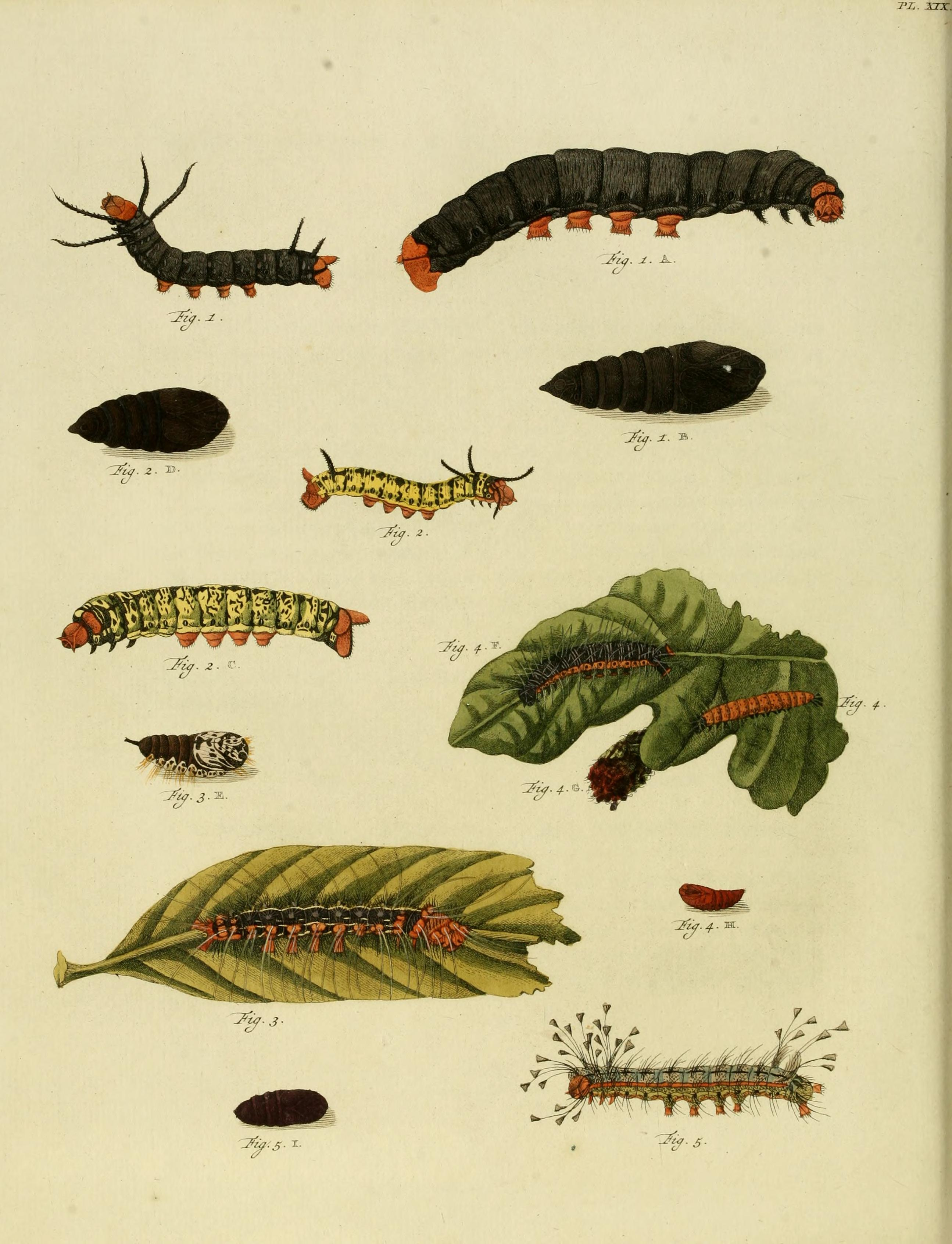
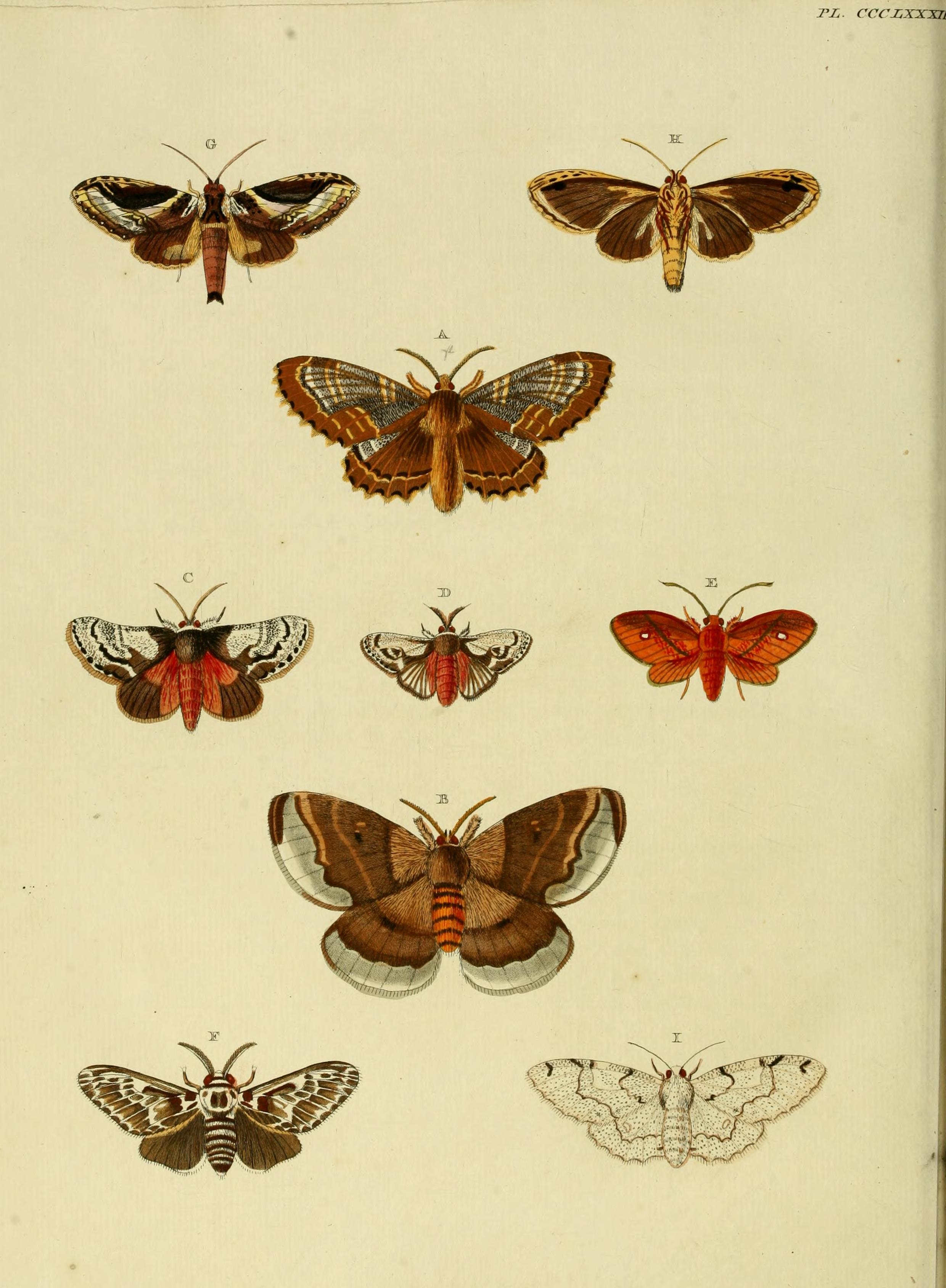